# Pont de la rue du Port
Le pont de la rue du Port est un pont routier et ferroviaire français à Saint-Denis, en Seine-Saint-Denis. 

## Situation
Outre le tramway, ce pont est accessible par la gare de Saint-Denis sur les lignes de Paris-Nord à Lille et de Saint-Denis à Dieppe.
Situé dans le prolongement de la rue du Port et de la rue Auguste-Delaune, il permet le franchissement du canal Saint-Denis par le trafic automobile ainsi que la ligne 1 du tramway d'Île-de-France. Une station de cette ligne appelée Gare de Saint-Denis était un temps installée directement sur le pont avant d'être déplacée plus à l'ouest en 2023.

## Histoire

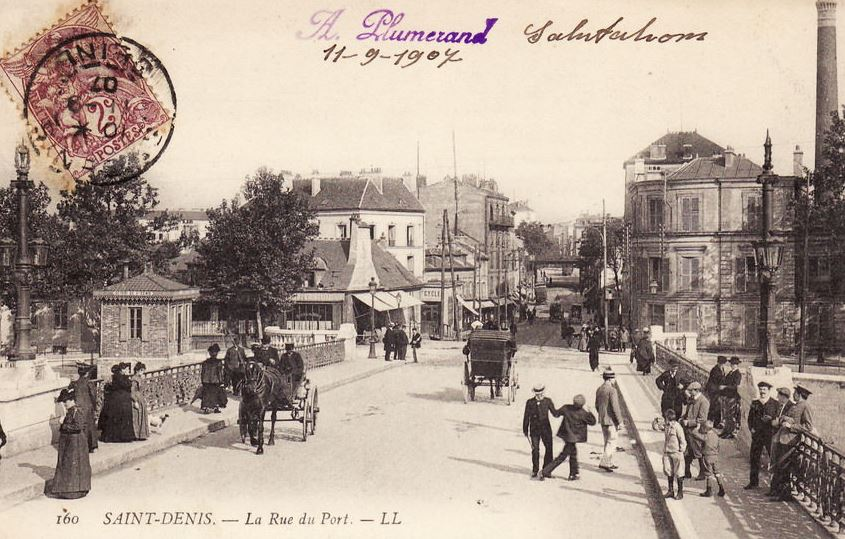
Le pont de la rue du Port en 1907.

Le projet de sa construction remonte à la fin du XIXe siècle.

## Caractéristiques
Il a été élargi à douze mètres en 1906. Sa longueur est de 26 mètres. Outre cela, ses caractéristiques ont peu changé depuis sa construction.